# Casa Scaccabarozzi
Casa Scaccabarozzi, communément appelée Fetta di polenta (« Fëtta 'd polenta » en piémontais) par les Turinois, est un bâtiment historique de Turin situé dans le quartier de Vanchiglia, à l'angle du Corso San Maurizio et de la Via Giulia di Barolo; autrefois, elle était également connue sous le nom de  Casa luna et la spada.

## Histoire
Conçue par Alessandro Antonelli, le nom officiel de l'édifice dérive du nom de famille de l'épouse de l'architecte, Francesca Scaccabarozzi, une noble femme originaire de Crémone. Le couple n'a habité que quelques années l'immeuble bâti entre 1840-1881, puis a déménagé dans l'immeuble adjacent, au numéro 9 de la Via Vanchiglia, à l'angle du Corso San Maurizio, également conçu par Antonelli.
Sa particularité et l'origine de son surnom résident dans le plan trapézoïdal du bâtiment, qui fait qu'un mur latéral ne mesure que cinquante-quatre centimètres de largeur.

## Caractéristiques
L'édifice à la forme d'un trapèze isocèle. Les deux bases mesurent l'une 4 mètres et l'autre 54 centimètres de large. Les côtés congruents mesurent 16 mètres pour une surface au sol de 36,5 mètres carrés.

## Images

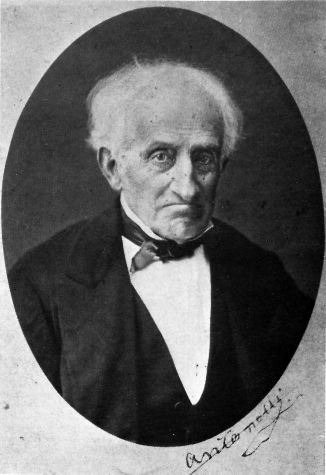
Alessandro Antonelli (1798 – 1888).
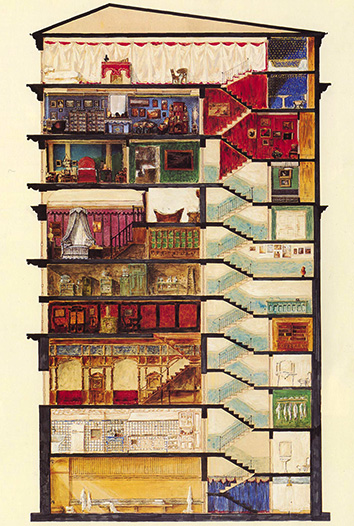
Renzo Mongiardino, croquis et coupe pour la décoration intérieure, 1979.
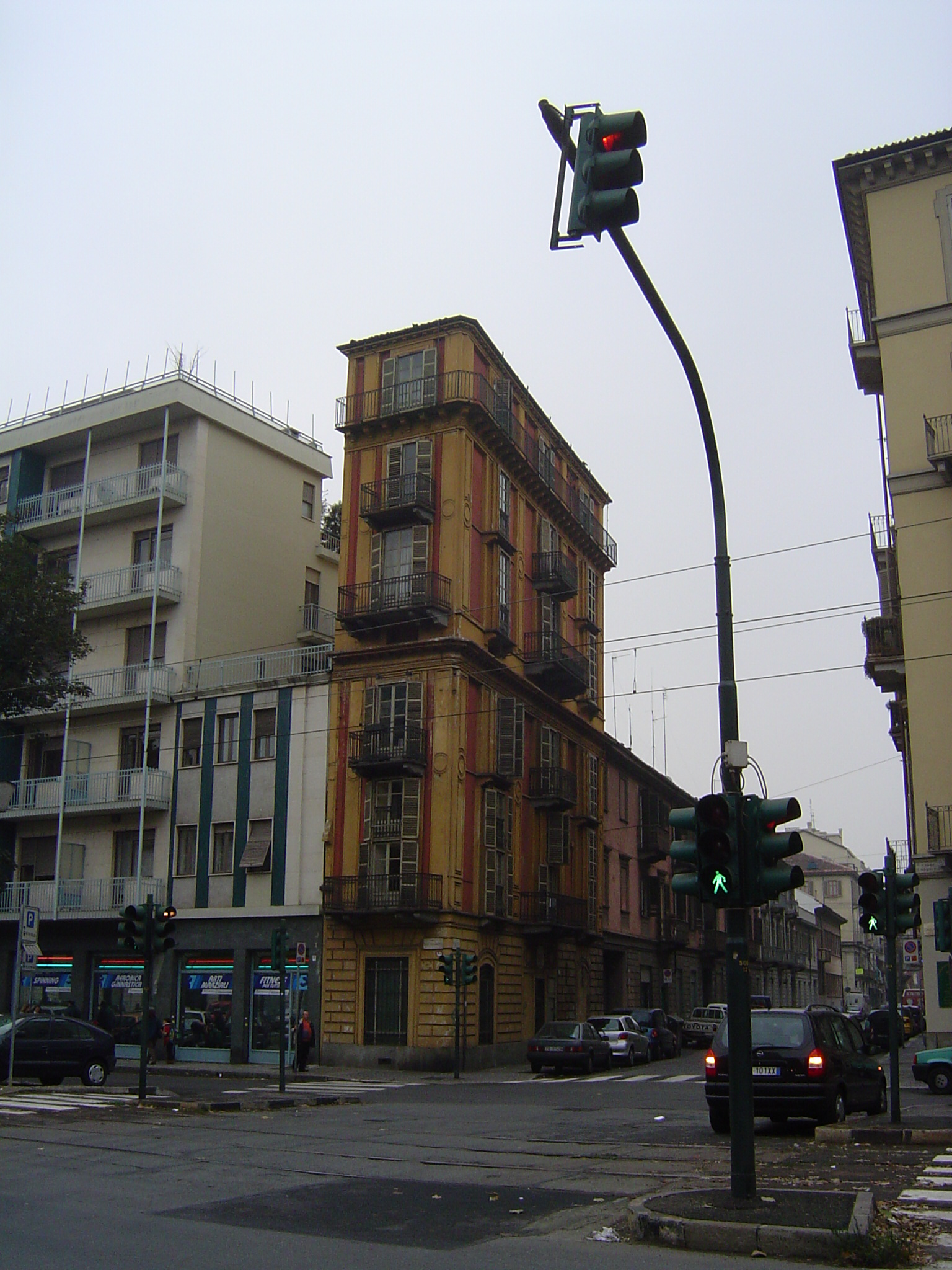
La Fetta di polenta vue du Corso San Maurizio avant la restauration.
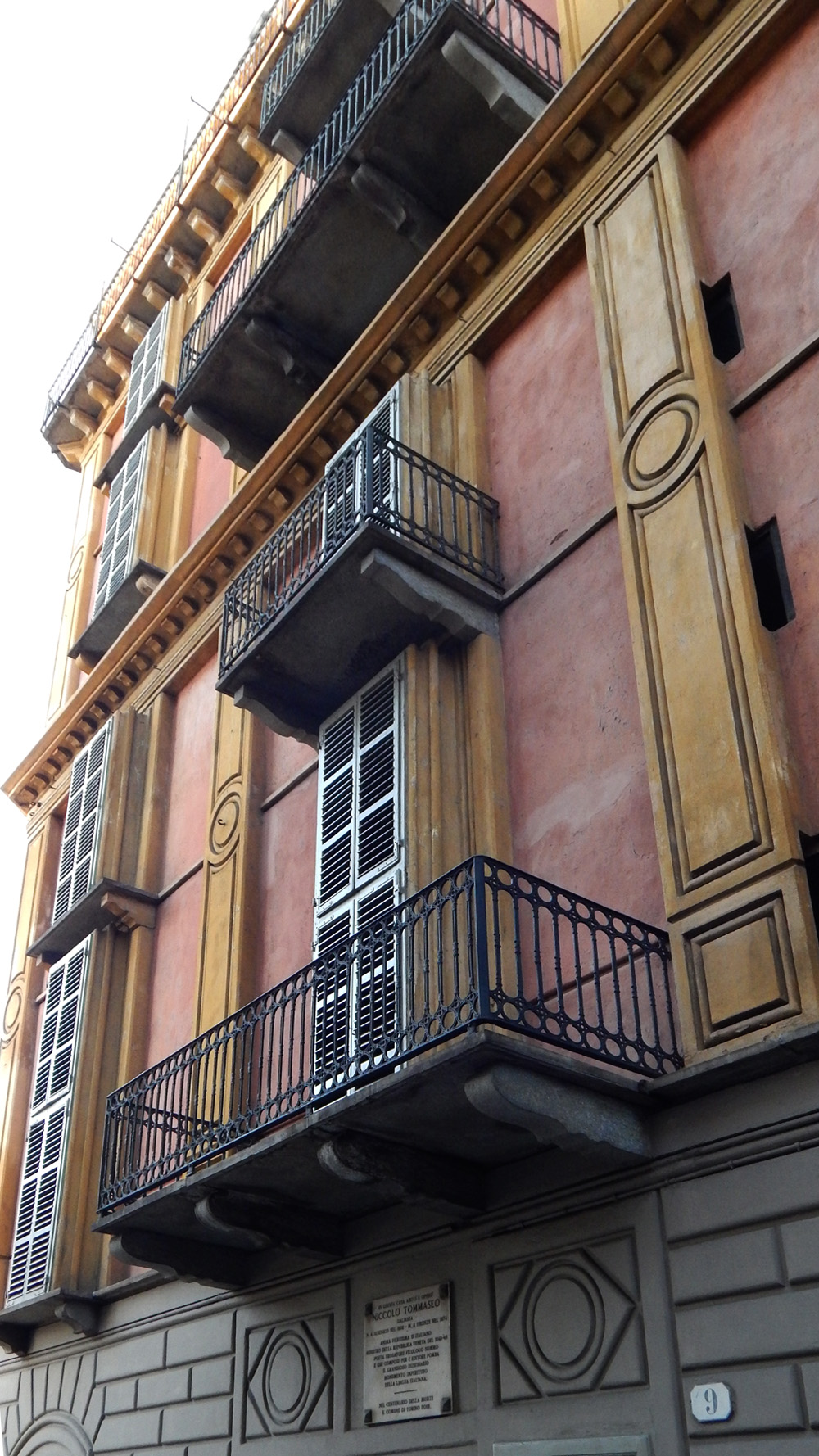
Détail de la façade de la Via Giulia di Barolo avec les fenêtres en saillie vers l'extérieur.
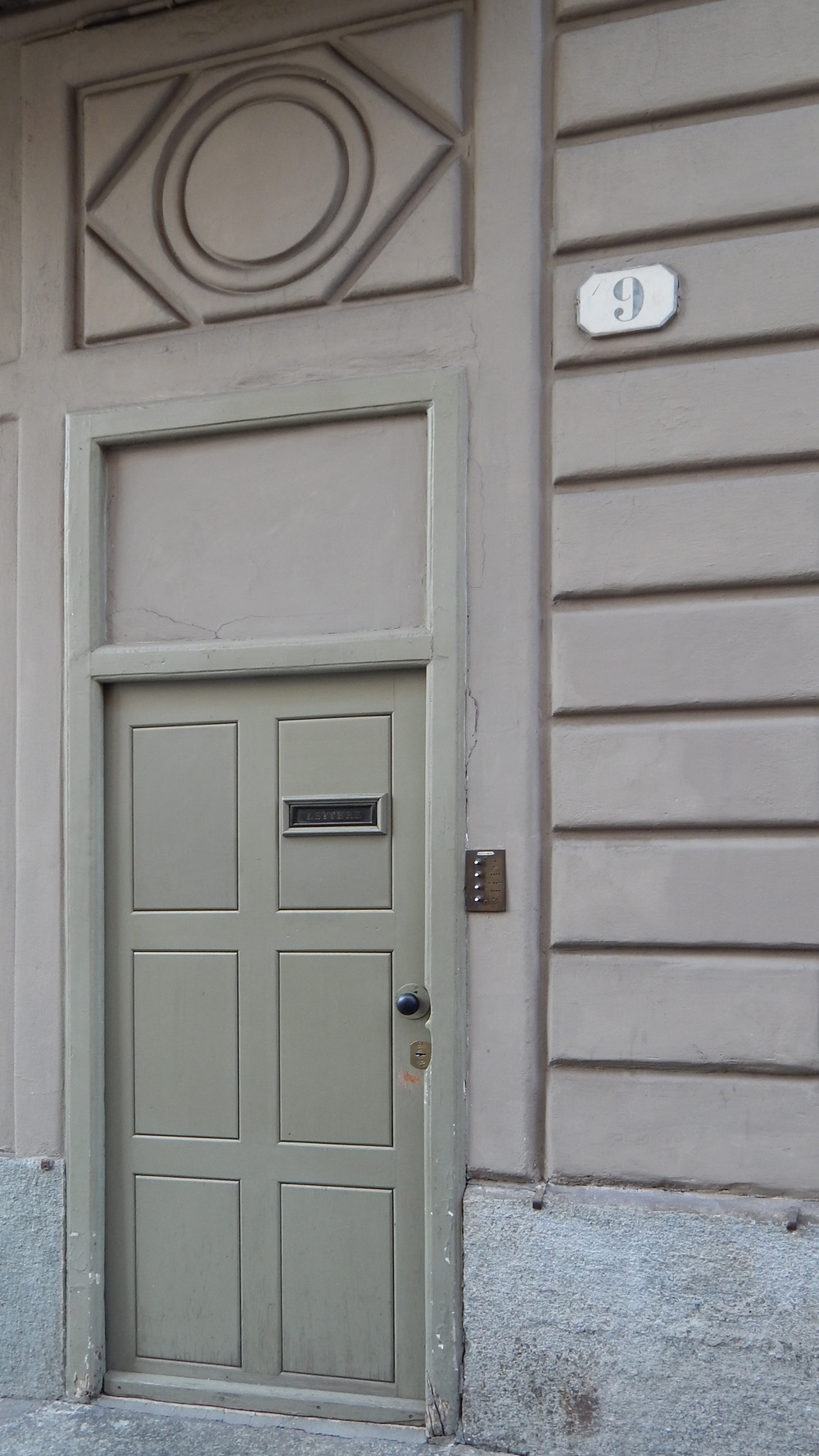
L'entrée du bâtiment au 9 Via Giulia di Barolo.
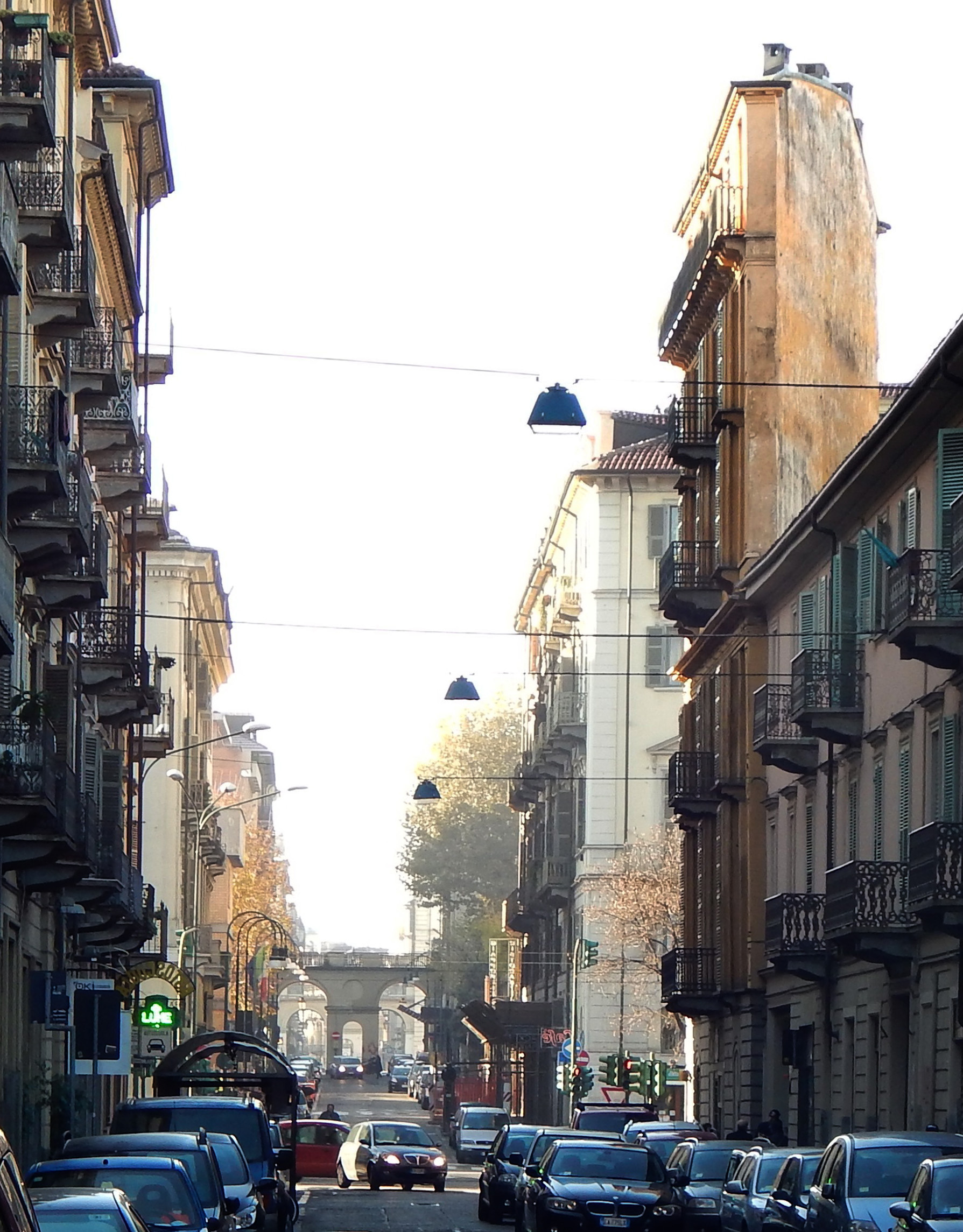
Une vue de la petite élévation latérale depuis le bas de la rue.
Une vue de la petite élévation latérale depuis le bas de la rue
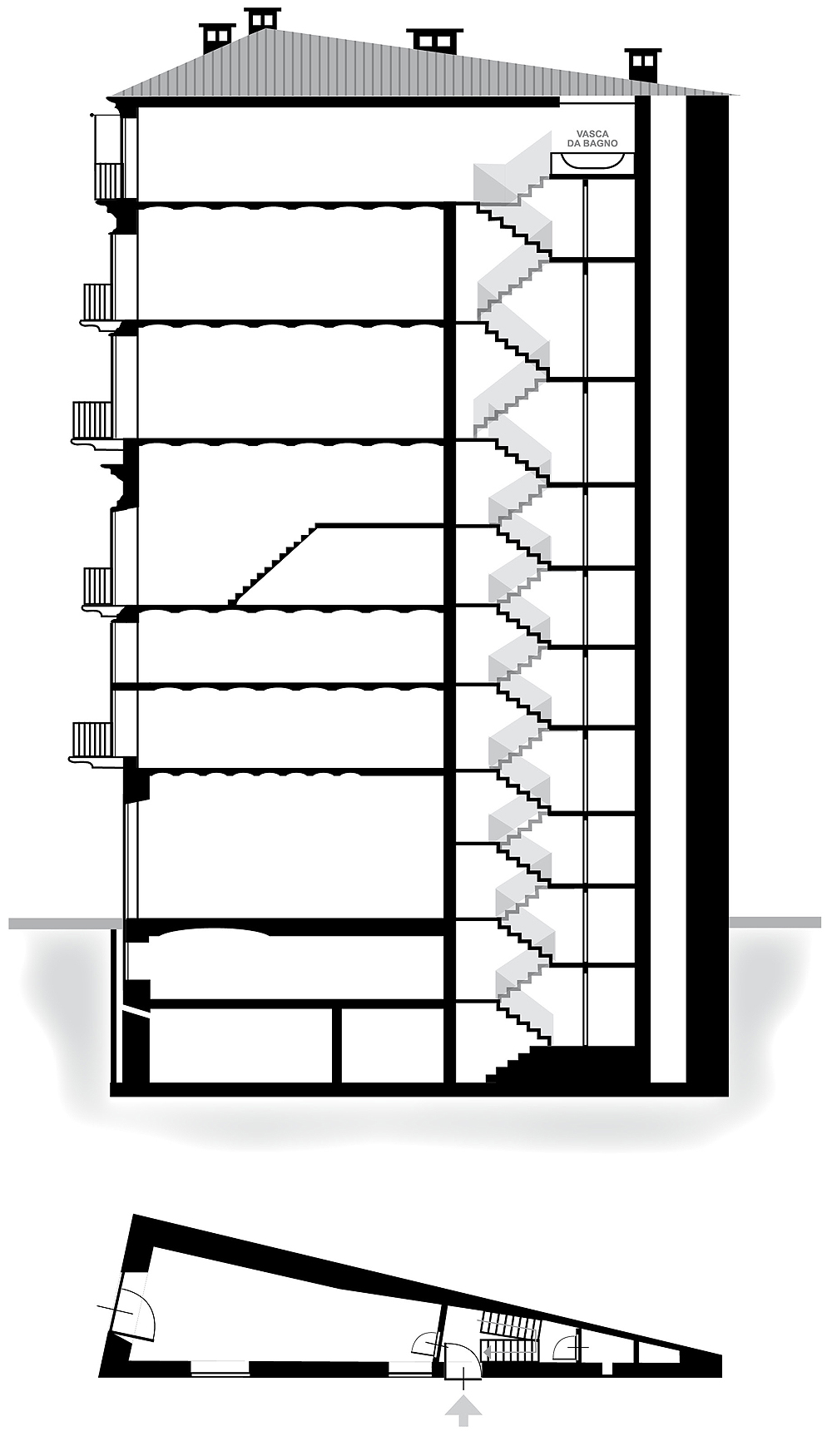
Plan de la section du bâtiment